# Müslüm Aslan

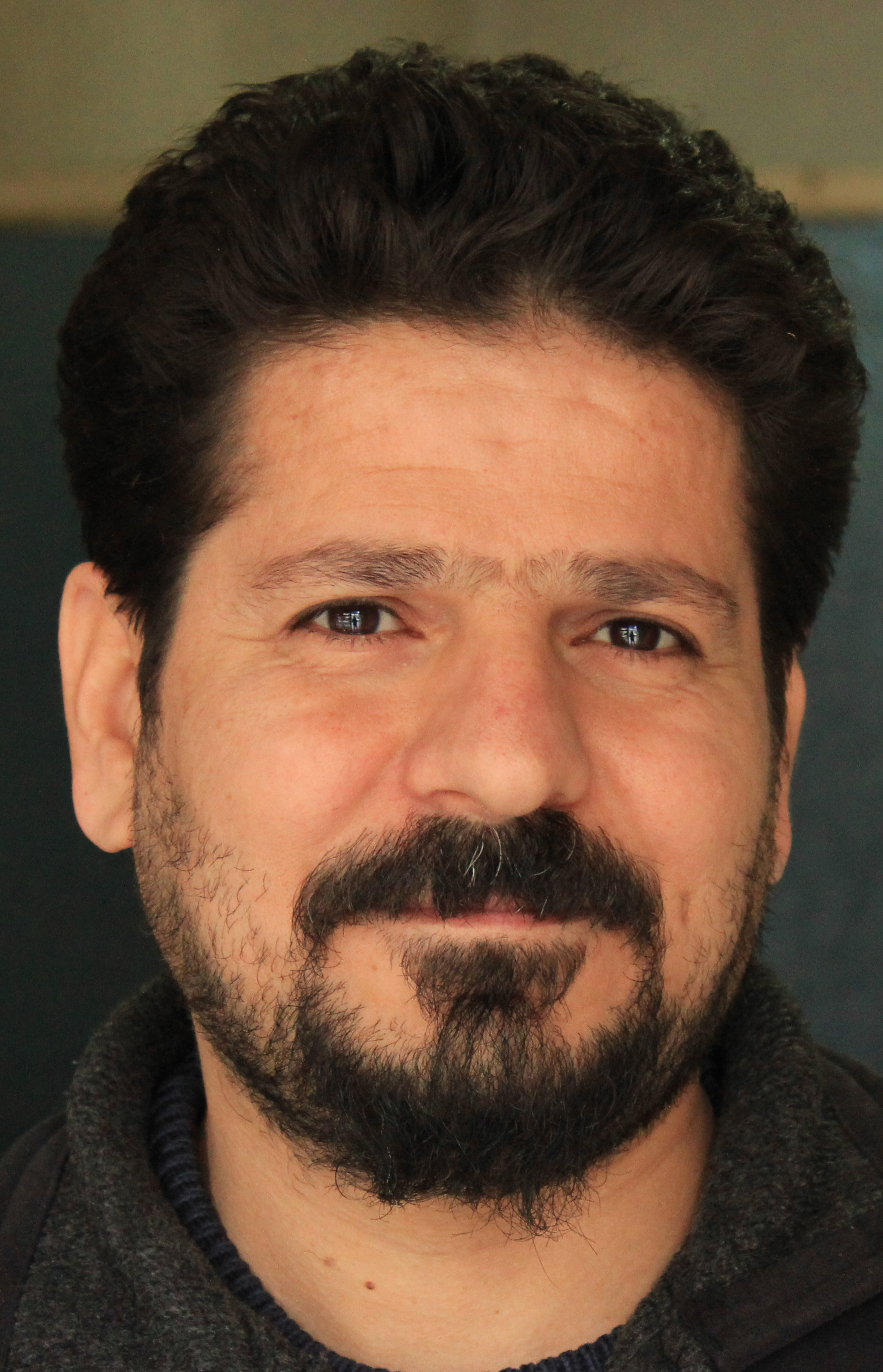
Müslüm Aslan (2014)

Müslüm Aslan (* 1974 in Nusaybin) ist ein kurdischer Schriftsteller und Dichter.

## Leben
Aslan besuchte die Grund- und Mittelschule in seiner Heimatstadt und ab dem Jahre 1990 dort auch das Gymnasium. Im Jahre 1991 wurde er aus politischen Gründen verhaftet und verbrachte 10 Jahre im Gefängnis von Diyarbakır. Aslan ist Mitglied des kurdischen P.E.N.-Zentrums und des Vereins der Autoren/Schriftsteller der Kurden in Diyarbakır.
Sowohl die Situation der Kurden in der Türkei wie auch der Großvater hatten großen Einfluss auf den Wunsch Aslans, zu schreiben. Die Liebe seines Großvaters zu dem kurdischen Dichter Cegerxwîn führte dazu, dass Aslan die Werke des Schriftstellers intensiv las. Anfangs schrieb Aslan vor allem Gedichte, im Gefängnis schrieb er dann auch Prosa. Seine ersten Gedichte wurden in der Zeitschrift HAWAR veröffentlicht. 2001 kam Aslan frei. Im folgenden Jahre übernahm er die redaktionelle Verantwortung für die Zeitschrift Ütopya.
Im Jahre 2004 wurde in Nusaybin das Kulturhaus Roza Kültür ve Sanatevi eröffnet und seither die beiden Zeitschriften Dem Dergisi und Nûbîn herausgegeben.
Seit 2020 lebt er in Deutschland. Im Jahr 2024 veröffentlichte er das Buch Nefel.

## Werke
- Ayna      (Berçem Yayıncılık, Istanbul 2005)
- Ayna      (2. Auflage, J&J Yayınları, Istanbul 2014)
- Ru        (BM Yayınları, Izmir 2009)
- Nehirler zindanlara dökülür (Esmer Yayınları, Istanbul 2013)
- Aram      (Istanbul 2021)
- Nefel     (Istanbul 2024)